# 貝辛格冰原島峰
85°5′S 64°41′W / 85.083°S 64.683°W
貝辛格冰原島峰（英語：Bessinger Nunatak）是南極洲的冰原島峰，位於伊利沙伯女皇地，屬於彭薩科拉山脈中帕圖克森特山脈的一部分，海拔高度1,640米，美國地質調查局根據測量和該國海軍的空中照片繪入地圖，現時由南極條約體系管理。